# Wörth (Landkreis Erding)
Wörth er en kommune i Landkreis Erding i Regierungsbezirk Oberbayern i den tyske delstat Bayern. Den er en del af Verwaltungsgemeinschaft Hörlkofen.

## Geografi
Wörth ligger i Region München i dalen til floden Sempt mellem Erding og Markt Schwaben (cirka 8 km fra begge) og 22 km vest for Dorfen, 21 km syd for Flughafen München, 23 km nord for Ebersberg og omkring 33 km fra delstatshovedstaden München. I landsbyen Sankt Koloman er der station på S-Bahn Münchens net. I landsbyen Hörlkofen ligger også en banegård; denne er på München–Mühldorf-banen.
Ud over hovedbyen Wörth, er der følgende landsbyer og bebyggelser: Hörlkofen, Wifling, Hofsingelding, Kirchötting, Niederwörth, Breitötting, Sonnendorf, Willgruber, Oberau, Teufstetten og Berg.